# コーシー境界条件
数学の分野におけるコーシー境界条件（こーしーきょうかいじょうけん、英: Cauchy boundary condition）は、常微分方程式あるいは偏微分方程式に対し、定義域の境界上での解の値およびその法線微分の値を定めるような条件のことを言う。ディリクレ境界条件とノイマン境界条件を両方とも課すような状況に対応する。19世紀のフランスの数学者であるオーギュスタン＝ルイ・コーシーの名にちなむ。
コーシー境界条件は、特殊解を持つように初期点あるいは境界点における解の値とその微分の値を定めるような、二階の常微分方程式に関する理論から理解することが出来る。それはすなわち
{\displaystyle y(a)=\alpha \ }
および
{\displaystyle y'(a)=\beta \ }
である解を考えるような理論である。ここで {\displaystyle a\ } は初期点あるいは境界点である。
コーシー境界条件は、そのようなタイプの境界条件の一般化である。以下、議論を簡略化するために、偏微分に関する次のような記法を導入する:
{\displaystyle {\begin{aligned}u_{x}&={\partial u \over \partial x}\\u_{xy}&={\partial ^{2}u \over \partial y\,\partial x}\end{aligned}}}
また、次のような簡単な二階の偏微分方程式を定義する:
{\displaystyle \psi _{xx}+\psi _{yy}=\psi (x,y)\ }
定義域は二次元で、その境界はパラメトリック方程式
{\displaystyle {\begin{aligned}x&=\xi (s)\\y&=\eta (s)\end{aligned}}}
により記述される。今、二階の常微分方程式と同じように、この偏微分方程式を解く際にも境界での関数の値と法線微分の値を知る必要がある。すなわち
{\displaystyle \psi (s)\ }
および
{\displaystyle {\frac {d\psi }{dn}}(s)=\mathbf {n} \cdot \nabla \psi \ }
の値が、与えられた偏微分方程式の定義域の境界上の各点において定められていなければならない。ここで {\displaystyle \nabla \psi (s)\,} は関数の勾配を表す。コーシー境界条件はしばしば、ディリクレ境界条件とノイマン境界条件の「加重平均」であると言われる。ここでの加重平均（weighted average）は、統計学における加重平均（weighted mean）や加重幾何平均、加重調和平均とは区別される必要がある。なぜならば、それらの公式はコーシー境界条件には用いられないからである。むしろ、「weighted average」の意味するところは、与えられた境界条件を解析する間は、その良設定性のために利用可能なすべての情報について常に気にかけていなければならない、ということである。
通常パラメータ {\displaystyle s\ } は時間であるため、コーシー境界条件は初期値条件、初期データあるいは簡潔にコーシーデータなどとも呼ばれる。
コーシー境界条件は、ディリクレおよびノイマンの境界条件を「同時に」用いることを意味するが、ロビン境界条件やインピーダンス境界条件とは異なることに注意されたい。ロビン境界条件は、ディリクレおよびノイマンの境界条件を
{\displaystyle \alpha (s)\psi (s)+\beta (s){\frac {d\psi }{dn}}(s)=f(s)\ }
のような形で「同時」に用いる。ここで {\displaystyle \alpha (s)\ }、{\displaystyle \beta (s)\ } および {\displaystyle f(s)\ } は境界上与えられた関数とする（これはまた、境界の異なる部分集合上に「異なるタイプ」の境界条件を用いるような混合境界条件とも区別される）。この場合、関数とその微分は、同一の方程式に含まれているという形を取りながら、境界条件を満たさなければならない。

## 例
空間が二次元であるような熱方程式を次のように定義する。
{\displaystyle u_{t}=k\nabla ^{2}u\ }
ここで {\displaystyle k\ } は、熱伝導率と呼ばれる物質に固有の定数である。この方程式は、原点を中心とする半径 {\displaystyle a\ } の上半円領域 {\displaystyle G\ } 上に適用されるものとする。その境界の、曲線部分では温度はゼロに保たれていると仮定し、直線部分では断熱されていると仮定する。すなわち、コーシー境界条件は
{\displaystyle u=0\quad \forall (x,y)\in \{(x,y)\in G:\ x=a\cos \theta ,\ y=a\sin \theta ,\quad 0\leq \theta \leq \pi \ \}}
および
{\displaystyle u_{y}=0\quad \forall (x,y)\in \{(x,y)\in G:\ y=0\}}
のように定められる。
解を、空間の関数と時間の関数の積であると考えることで、変数分離法を用いることが出来る。すなわち
{\displaystyle u(x,y,t)=\phi (x,y)\psi (t)\ }
を元の方程式に代入することにより
{\displaystyle \phi (x,y)\psi '(t)=k\phi ''(x,y)\psi (t)\ }
を得る。したがって
{\displaystyle {\frac {\psi '(t)}{k\psi (t)}}={\frac {\phi ''(x,y)}{\phi (x,y)}}}
が得られる。
この左辺は {\displaystyle t\ } にのみ依存し、右辺は {\displaystyle (x,y)\ } にのみ依存するため、両式は定数として等しいものでなければならないことが分かる。すなわち
{\displaystyle {\frac {\psi '(t)}{k\psi (t)}}=-\lambda ={\frac {\phi ''(x,y)}{\phi (x,y)}}}
とすることが出来る。したがって、二つの方程式が得られる。一つ目は、空間 {\displaystyle (x,y)\ } に関する方程式
{\displaystyle \phi _{xx}+\phi _{yy}+\lambda \phi (x,y)=0\ }
であり、二つ目は時間 {\displaystyle t\ } に関する方程式
{\displaystyle \psi '(t)+\lambda k\psi (t)=0\ }
である。境界条件が課されるなら、この常微分方程式の解は
{\displaystyle \psi (t)=Ae^{-\lambda kt}\ }
で与えられる。ここで A は初期条件により定義されるであろう定数である。空間に関する方程式は、再び変数分離法を用いて解くことが出来る。すなわち、{\displaystyle \phi (x,y)=X(x)Y(y)\ } をその方程式に代入し、両辺を {\displaystyle X(x)Y(y)\ } で割り、計算することにより
{\displaystyle {\frac {Y''}{Y}}+\lambda =-{\frac {X''}{X}}}
が得られる。この左辺は {\displaystyle y\ } にのみ依存し、右辺は {\displaystyle x\ } にのみ依存するため、両辺は定数と等しくなければならず、それを {\displaystyle \mu \ } とした場合
{\displaystyle {\frac {Y''}{Y}}+\lambda =-{\frac {X''}{X}}=\mu }
が得られる。したがって、上で定義したような境界条件の課される、常微分方程式のペアを得ることが出来る。